# Ranunculus horieanus
Ranunculus horieanus är en ranunkelväxtart som beskrevs av Yuichi Kadota. Ranunculus horieanus ingår i släktet ranunkler, och familjen ranunkelväxter. Inga underarter finns listade i Catalogue of Life.